# Battle.net
Blizzard Battle.net — інтернет-орієнтована платформа цифрового поширення відеоігор і служба соціальних мереж, розроблена компанією Blizzard Entertainment. Запуск платформи відбувся 31 грудня 1996 року, а вже 3 січня 1997 року на ній вийшла перша екшн-рольова гра компанії — Diablo.
Сервіс мережевих ігор Battle.net був першим таким сервісом з інтерфейсом, вбудованим безпосередньо в ігри, які його використовують, на відміну від інших онлайн-служб, які використовували на той час зовнішній інтерфейс. Ця функція, поряд із легкістю створення облікових записів та відсутністю членських внесків, посприяли популярності Battle.net серед геймерів та перетворенню платформи на головний майданчик продажу Diablo та наступних ігор Blizzard. Після успішного запуску Battle.net, багато компаній створили онлайнові ігрові сервіси зі схожим пакетом послуг та користувацьким інтерфейсом.
Blizzard офіційно представила оновлену Battle.net 2.0 20 березня 2009 року. Пізніше компанія розкрила додаткові подробиці оновлених функцій Battle.net на BlizzCon 2009, які підтримувалися StarCraft II, Diablo III і World of Warcraft. Потім оригінальну Battle.net було перейменовано на Battle.net Classic.

## Можливості

Клієнт Blizzard, розділ бібліотеки ігор

### Профіль користувача
Для повноцінного користування сервісами Battle.net необхідно зареєструватися на платформі та завантажити клієнт — спеціальну програму, необхідну для запуску ігор та керування ними. Клієнт містить три основні розділи: ігри, магазин і новини. Battle.net дозволяє встановити батьківський контроль, обмежуючи доступ до ігор певними годинами чи заблокувати чат.
Кожний користувач платформи після реєстрації отримує псевдонім — BattleTag. Ним гравець «підписується» в чатах, на форумі, при здійсненні покупок. Крім того, користувачі можуть оприлюднити справжнє ім'я, що дозволяє створити на Blizzard власну «Мережу друзів» з людьми, які знайомі особисто. Це також дає змогу користуватися різними додатковими опціями спілкування, як в соціальній мережі: міжігровим чатом, публікацією коротких повідомлень, довідатися в що грають друзі.
Платформа має «Гаманець Blizzard» — додатковий спосіб оплати електронних товарів і послуг Blizzard. Зарахувавши кошти в гаманець, можна купувати ігри, внутрішньоігрові предмети, оплачувати послуги для персонажів тощо. Підтримуються долари США, деякі національні валюти; 5 травня 2022 року з'явилась підтримка гривні (до 4 травня 2022 баланс українських гравців був у російських рублях). Є можливість купувати ігри не лише для себе, а й у подарунок іншим, які отримають спеціальний код, що дозволяє скористатися подарунком.

### Бібліотека ігор
Розділ «Ігри» дозволяє купувати, завантажувати безкоштовні, й запускати ігри Blizzard. Звідти ж можна отримати доступ до посібників, форуму з обговорення даної гри, отримати довідку чи видалити файли гри. Коли гравець купляє гру чи завантажує безкоштовну, вона додається в бібліотеку і назавжди лишається у його власності. Навіть видаливши її файли, гравець зможе завантажити її повторно, зберігши свої здобутки. Завантаження відбувається до вказаного гравцем місця. Ігри з бібліотеки отримують автоматичні оновлення, але гравцеві дається можливість встановити обмеження швидкості їх завантаження і його призупинення, коли якась гра запущена. Це дозволяє не навантажувати ПК надміру, що позначалося б на швидкодії.

### Магазин
«Магазин» включає покупки як ігор, так і їх особливих версій, оформлення підписок, зміну BattleTag, отримання внутрішньоігрових предметів: нових персонажів, зміну старих, додаткове спорядження, пришвидшення свого прогресу. Також там можна купити деякі старі (і визнані найуспішнішими) ігри Blizzard, оновлення яких більше не відбувається.

### Новини
Тут містяться новини Blizzard про її головні ігри та важливі події, такі як фестиваль BlizzCon, оголошення про турніри, розклади стрімінгів, анонси знижок.

## Підтримувані ігри
Battle.net Classic
- Diablo
- StarCraft
  - StarCraft: Brood War
- Diablo II
  - Diablo II: Lord of Destruction
- Warcraft II Battle.net Edition
- Warcraft III: Reign of Chaos
  - Warcraft III: The Frozen Throne

Blizzard Battle.net
- Blizzard Arcade Collection — збірка оновлених старих ігор Blizzard
  - The Lost Vikings
  - Blackthorne
  - Rock N Roll Racing
- World of Warcraft
  - World of Warcraft: The Burning Crusade
  - World of Warcraft: Wrath of the Lich King
  - World of Warcraft: Cataclysm
  - World of Warcraft: Mists of Pandaria
  - World of Warcraft: Warlords of Draenor
  - World of Warcraft: Legion
- StarCraft II
  - StarCraft II: Wings of Liberty
  - StarCraft II: Heart of the Swarm
  - StarCraft II: Legacy of the Void
- Diablo III
  - Diablo III: Reaper of Souls
- Hearthstone: Heroes of Warcraft
- Heroes of the Storm
- Overwatch
- StarCraft: Remastered
- Warcraft III: Reforged

Ігри Activision
Ці ігри розповсюджуються Blizzard, але розроблені Activision:
- Call of Duty: Black Ops 4
- Call of Duty: Modern Warfare
- Call of Duty: Modern Warfare 2
- Call of Duty: Black Ops - Cold War
- Crash Bandicoot 4: It's About Time

## Історія

### Battle.net Classic
Попередником Battle.net був сервіс Kali, запущений в 1995 році, що дозволяв грати по мережі у Warcraft II. Його суттєвим недоліком була залежність від безперервності з'єднання, що компанія Blizzard, розробляючи власний аналог, прагнула обійти. Коли платформа Battle.net розпочала роботу 31 грудня 1996 року (першою грою, що використовувала її, була Diablo, видана 3 січня 1997 року), Battle.net пропонувала кілька базових послуг, таких як чат та бібліотека ігор. Але на серверах Battle.net, на відміну від Kali, не зберігались ігрові дані, а лише дані облікових записів користувачів. Коли гравець підключався до гри, він підключався безпосередньо до інших гравців у запущеній в них грі, де один з гравців був її хостом. Дані надсилалися між гравцями, оминаючи сервери Battle.net. Хоча це зробило послугу багатокористувацької гри швидкою та простою у використанні, вона швидко призвела до широкого поширення читерів, оскільки гравці, які використовують чити, можуть змінювати свої ігрові дані локально. Однак, оскільки існувала можливість створювати приватні ігри, багато гравців у підсумку грали з людьми, яких знали.
Вихід Starcraft в 1998 році значно популяризував використання платформи Battle.net. До сервісу були додані такі функції, як таблиця лідерів та ігрові фільтри. Популярність Battle.net зросла ще більше після випуску доповнення StarCraft: Brood War, в якому десятки тисяч гравців могли перебувати в грі одночасно. StarCraft у Battle.net був особливо успішним у Південній Кореї, де кількість входів гравців до гри часто в багато разів перевищувала кількість входів гравців у США.
StarCraft також принесла з собою нову схему захисту від несанкціонованого копіювання з використанням цифрових ключів. Battle.net дозволила будь-якому клієнту підключатися до Diablo, але підключитися до StarCraft допускалися лише ті гравці, що мають дійсний та унікальний цифровий ключ — згенерований 13-значний номер. Лише одна особа могла одночасно підключитися до Battle.net за допомогою конкретного ключа. Кожна гра Blizzard, починаючи зі StarCraft, використовувала систему цифрових ключів для підключення до Battle.net. StarCraft: Brood War використовував як свій ключ будь-який цифровий ключ, отриманий в оригінальній StarCraft на цьому комп'ютері, і таким чином доповнення можна було встановити лише в тому випадку, якщо оригінал вже був встановлений.
Diablo II була видана в 2000 році. Основною її особливістю, що стосується Battle.net, було використання клієнт-серверної моделі. Гра більше не запускалася на комп'ютері кожного гравця, а натомість запускалася на сервері Blizzard. Це означало, що всі дані ігрових персонажів зберігались на серверах Battle.net. У грі з'явилася функція відкритого персонажа на Battle.net, яка зберігає дані про персонажа гравця в клієнті Battle.net. Це дозволило гравцям грати персонажами локально або через локальну мережу, а потім використовувати цих самих персонажів у Battle.net. Однак будь-які відкриті ігри на Battle.net не були захищені від читерства інших гравців, оскільки вони могли змінювати своїх персонажів локально. У Diablo II також була унікальна функція, яка відображала гравців у чаті Battle.net як аватар, схожий на свого ігрового персонажа. Він використовував інший інтерфейс Battle.net, ніж попередні ігри, де раніше відмінність була лише у кольорі. Також була розширена підтримка таблиць лідерів, включаючи таблицю «Хардкор», де перелічували гравців, персонажі яких будуть назавжди видалені, якщо вони загинуть в грі. Знову ж таки, з використанням Diablo II популярність Battle.net постійно зростала, піднявшись ще вище з випуском доповнення Diablo II: Lord of Destruction в 2001 році.
Warcraft III: Reign of Chaos вийшла у 2002 році, а її доповнення, Warcraft III: The Frozen Throne - у 2003 році. Випуск цих двох ігор приніс ряд нових функцій онлайн-сервісу Battle.net. Найважливішою особливістю була концепція анонімного матч-мейкінгу. Ця функція дозволила користувачеві, який хотів пограти в мережеву гру, просто натиснути кнопку і автоматично з'єднатися з одним або кількома іншими гравцями, що підбиралися на основі близькості рейтингу, отриманого за попередні успіхи. Це дозволило людям швидко і легко брати участь в багатокористувацьких іграх на рівних умовах; а також зменшило кількість випадків, коли двоє людей навмисно вигравали і програвали ігри, щоб штучно підняти свій рейтинг в таблиці. Концепція матч-мейкінгу також була реалізована у командних іграх. У користувацькій командній грі учасники могли створити команду з одним або кількома друзями, а потім анонімно під'єднатись до іншої команди такого ж розміру та рейтингу. На додаток до нових ігрових стилів, було додано багато інших функцій, включаючи вибір піктограм користувача у чаті, які розблоковувались на основі кількості перемог гравця, списку друзів та підтримку кланів.

### Battle.net 2.0
Суттєве оновлення Battle.net Blizzard здійснила в 2009 році, офіційно представивши його 20 березня 2009 року. Нова платформа Battle.net містить три функціональні розділи. Перший дозволяє гравцям з'єднати всі акаунти Battle.net, персонажів World of Warcraft та список друзів разом та інтегрувати їх в єдиний акаунт Battle.net. Маючи акаунт, гравці можуть здобути досягнення в грі, що, у свою чергу, розблокує аватари та наклейки, які відображатимуться в профілі гравця, а також значки.
Другий розділ надає вдосконалену систему матч-мейкінгу, спрощуючи процес організації гравцями ігор. В її рамках була оновлена система рейтингових таблиць, класифікуючи гравців за певними лігами відповідно до рівня конкурентоспроможності. Потім гравці змагатимуться з іншими гравцями приблизно того ж рівня, навіть якщо знаходяться у різних лігах. З'явилася спеціальна тренувальна ліга для відточування навичок, де швидкість гри зменшується, а карти створені для повільнішого темпу гри. Групова система працює подібно до системи World of Warcraft, де гравці з друзями об'єднуються і входять до гри як одна група.
Останній розділ надає нову системи чату, яка включає функцію, схожу на миттєві повідомлення в іграх. Гравці можуть спілкуватися з друзями через в середовищі самої гри, на її серверах та за посередництва ігрових персонажів.
Іншим новим елементом є використання Інтернет-ринку, який дозволяє гравцям або творцям карт і модифікацій створювати та продавати свої твори в Інтернеті через Battle.net. Гравці також можуть переглядати та шукати нові матеріали для ігор в Інтернеті та класифікувати їх за популярністю серед гравців, завантажувати як безкоштовні, так і платні карти й модифікації.
World of Warcraft спочатку не підтримувала Battle.net, маючи незалежні від Battle.net облікові записи, але глобальне оновлення Battle.net 20 березня 2009 року спонукало гравців об'єднати свої акаунти World of Warcraft з новими акаунтами Battle.net. Особливості Battle.net, використовувані в World of Warcraft, включають можливість гравцям брати участь у спільних чатах, крос-фракціях та міжігрових чатах, що дозволяє гравцям спілкуватися зі своїми друзями у їхньому списку друзів, навіть якщо вони знаходяться на інших серверах, а також в іншій грі, такій як StarCraft II та Diablo III.
StarCraft II — перша гра, яка з початку підтримує оновлений онлайн-інтерфейс Battle.net. З огляду на те, що це трилогія, його розділено на три категорії: базова гра з підзаголовком Wings of Liberty, доповнення Heart of the Swarm , доповнення Legacy of the Void та додатково пакет місій Nova Covert Ops.
Новий Battle.net планувався з функцією ринку для StarCraft II, який дозволив би гравцям завантажувати як безкоштовні, так і платні карти чи модифікації, але ця функція не була одразу реалізована. Натомість звичайні та користувацькі карти були доступні для всіх і відсортовані за популярністю на основі загального часу гри на цих картах. Новий інтерфейс включає функцію чату, схожу на службу миттєвих повідомлень, дозволяючи гравцям взаємодіяти в різних іграх. Спочатку ця функція не була реалізована зі звичайними чат-кімнатами, але була додана після того, як ігрова спільнота та ЗМІ відзначили її нестачу. Гра також підтримує VoIP для гравців.
5 травня 2010 року Blizzard повідомили, що Battle.net 2.0 буде інтегровано з соціальною мережею Facebook, «пов'язуючи провідну світову онлайн-ігрову платформу з найпопулярнішою соціальною платформою у світі».

### Настільний клієнт Blizzard Battle.net
У серпні 2013 року Blizzard випустила відкриту бета-версію програми-клієнта Battle.Net Launcher. Програма-клієнт дозволяє гравцям купувати та встановлювати ігри, а також надає доступ до списку друзів та обміну повідомленнями, не відвідуючи сайт Battle.Net у окремому вебоглядачі. Вона також надає доступ до налаштувань акаунта та ігор. Blizzard запустила власну службу голосового чату Blizzard Voice для своїх ігор у жовтні 2016 року.
У лютому 2017 року Blizzard представила можливість отримати кредити, необхідні для покупок ігор в магазині Blizzard, торгуючи ігровими жетонами World of Warcraft, купленими за внутрішньоігрове золота та спочатку використовуваного як засіб торгівлі між гравцями World of Warcraft. Ці кредити можуть використовуватися для придбання інших ігор Blizzard, наборів карток для Hearthstone або кейсів для Overwatch.
Версія Destiny 2 для Windows, розроблена Bungie і опублікована корпоративним братом Blizzard, Activision, стала ексклюзивно поширюватися через Battle.net 24 жовтня 2017 року. Blizzard підтвердила, що гравці можуть добувати ігрову валюту в  World of Warcraft, щоб заробити кредити на свій рахунок Blizzard, аби потім придбати Destiny 2. Цю гру було видалено з Battle.net 1 жовтня 2019 року, після того, як Bungie і Activision розірвали видавничу угоду, а Bungie закликала гравців використовувати Steam для придбання гри.

### Мобільний додаток Blizzard Battle.net
У вересні 2017 року Blizzard випустила програму Battle.net для Android та iOS. Додаток надає прості функції соціальних мереж з друзями користувача на Battle.net, включаючи прийняття та надсилання запрошень друзям та спілкування в чаті.

## Розробка

### Безпека

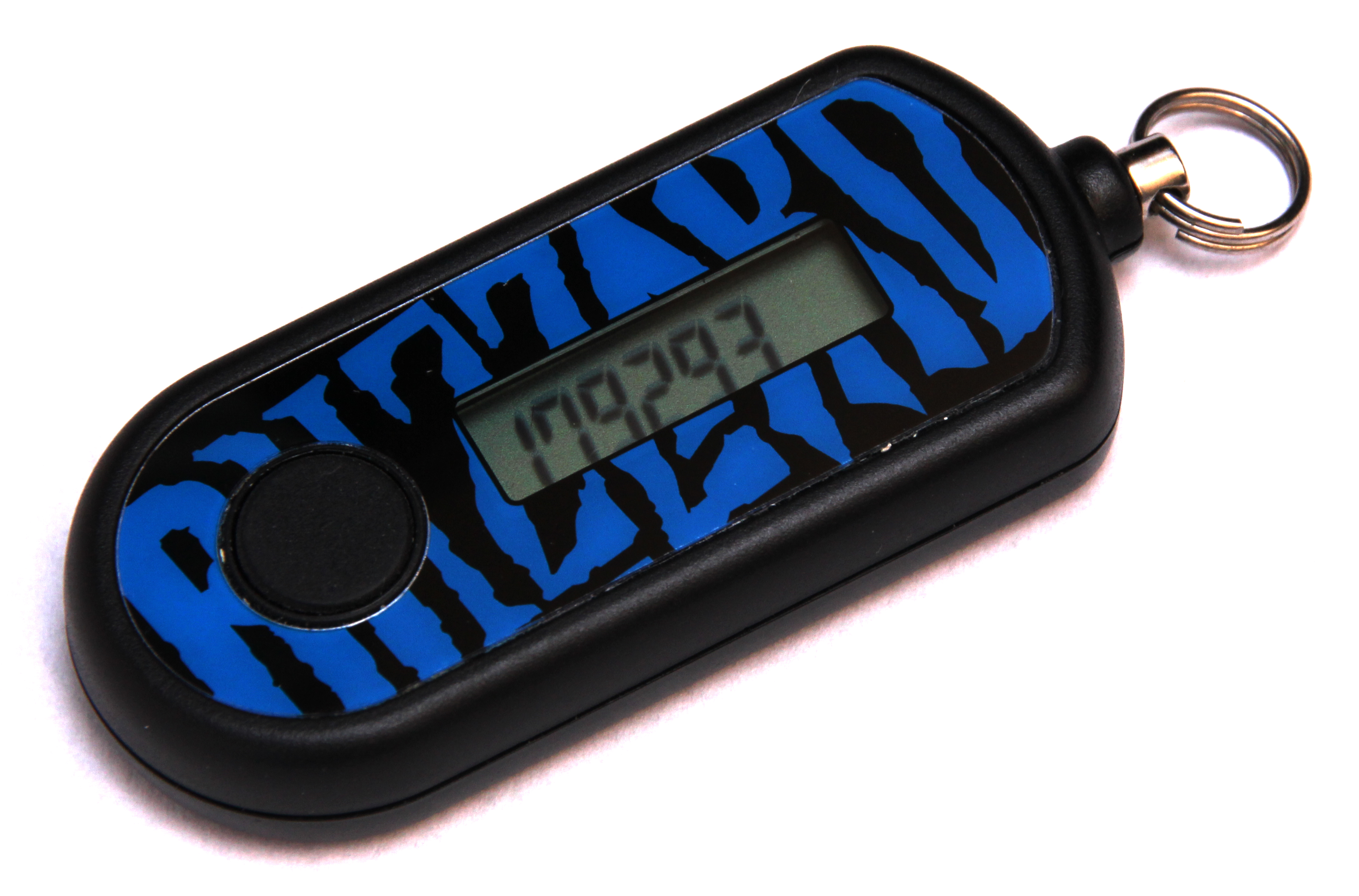
Брелок-автентифікатор для Battle.net

Щоб допомогти користувачам захистити свої облікові записи Battle.net, Blizzard запровадила функцію двофакторної автентифікації у 2008 році. Спочатку це було реалізовано через окремий пристрій, який можна було придбати у Blizzard. Пристрій вміщувався на брелоку та створював псевдовипадкові номери, прив'язані до облікового запису гравця, який потрібно було вводити під час входу в Battle.net для підтвердження своєї особи. Пізніше Blizzard представила мобільний додаток Battle.net для платформ iOS та Android у 2009 році, повторивши ту саму функціональність. Червневе оновлення 2016 року спростило процес, дозволивши користувачам, увійшовши до свого акаунта Battle.net із комп'ютера, просто натиснути одну кнопку на підключеному мобільному пристрої, щоб підтвердити свою особу. Хоча двофакторна автентифікація необов'язкова для користування Battle.net, деякі аспекти гри вимагають від користувача її ввімкнення через пристрій або мобільний додаток.

### Історія зростання
Станом на листопад 1997 року Blizzard заявляла, що в Battle.net було зіграно 2,2 млн сеансів ігор, зареєстровано 1,25 млн користувачів і в середньому щодня додавалося 3500 нових користувачів. Станом на квітень 1999 року повідомлялося, що Battle.net має 2,3 млн активних користувачів і понад 50 000 користувачів перебуває онлайн одночасно. Вже у вересні 2002 року кількість активних користувачів зросла до 11 млн, а через два роки у вересні 2004 року їх кількість складала майже 12 млн, гравці щодня проводили загалом понад 2,1 млн годин в Інтернеті. В середньому одночасно онлайн перебувало 200 000 користувачів, а пік відвідуваності склав 400 000. У 2006 році Blizzard заявляла, що Battle.net у поєднанні з підписниками World of Warcraft є лідером онлайн-ігор, зазначивши, що «навіть Xbox Live далека від нас».

### Внесок спільноти
Навколо Battle.net виникла обширна спільнота розробників. Для Battle.net створено багато неофіційних клієнтів, і більша частина протоколів, використовуваних іграми з підтримкою Battle.net, була редагована і опублікована добровольцями.
Також було створено кілька альтернативних засобів спілкування, серед яких функція «шепоту», щоб гравець міг поговорити конкретно зі своїми друзями, коли в грі перебувають сторонні особи.
Користувацькі ігри (з використанням карт, які не були створені Blizzard) зосередили навколо себе спільноту і тепер карти та окремі режими гри, створені гравцями, складають значну частку від усіх зіграних ігор. Наприклад, з-поміж найпопулярніших карт для Warcraft III це карти жанру tower defense та карти з використанням одного героя (наприклад, Defense of the Ancients та карти арени) або RTS карти, такі як Civilization Wars, де гравець розвиває свою економіку, технології та різноманітні боєві одиниці, але гравець не має контролю над ними.